# Шенандоа (борода)

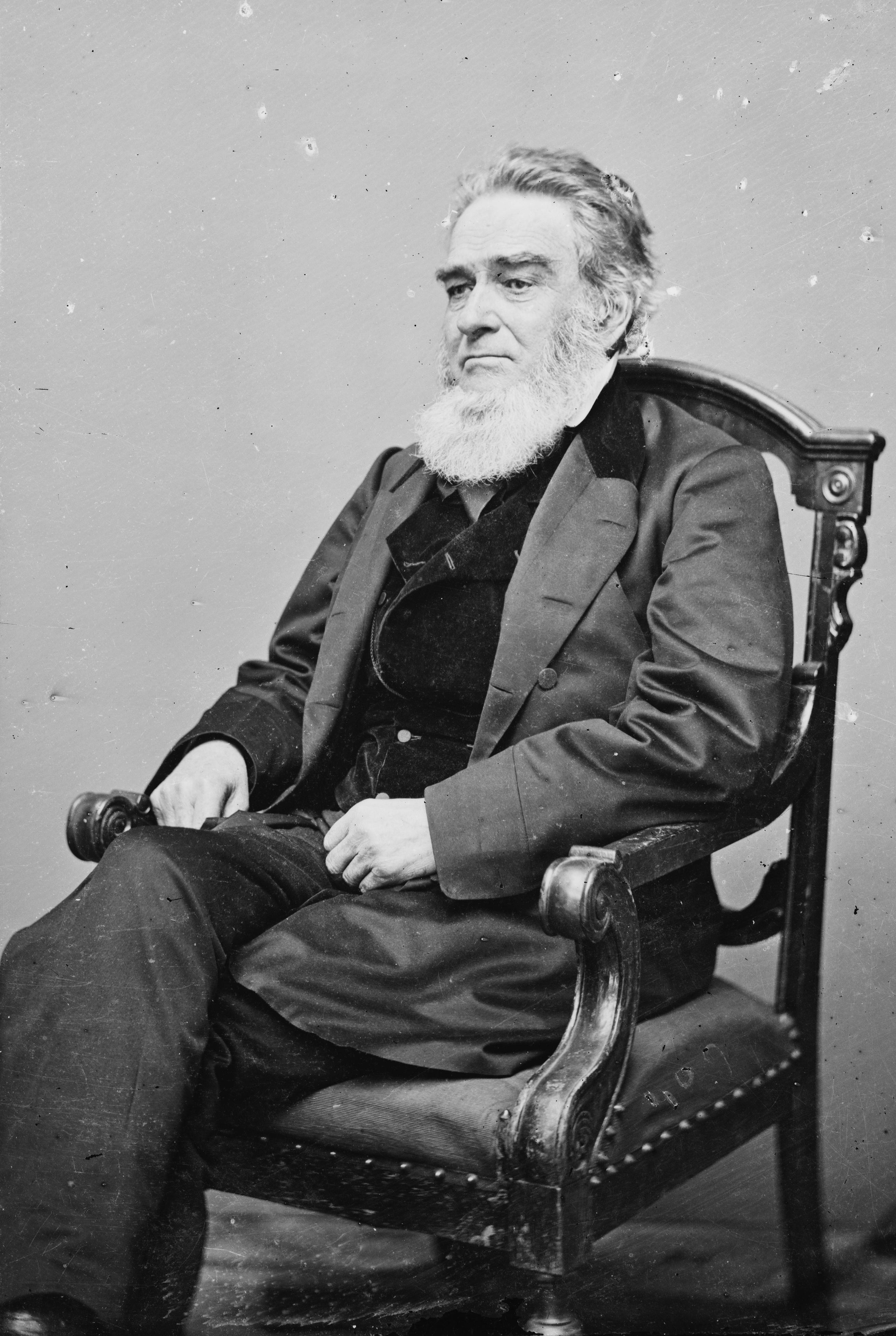
Едвард Бейтс з бородою у стилі шенандоа

Шенандоа — вид бороди або волосяного покриву на обличчі людини. Стиль бороди: волосся має бути довгим, спадати вниз але не доходити до грудей. Має рости від щелепи і від підборіддя. Також борода «шенандоа» може комбінуватися з бакенбардами але не з вусами.
Борода шенандоа також має й інші назви: ширма, борода Лінкольна, Донегал.